# NGC 5962
NGC 5962 este o galaxie spirală situată în constelația Șarpele. A fost descoperită în 21 martie 1784 de către William Herschel. Se află la o distanță de 36,64 de megaparseci de Pământ.